# Paležnica Gornja
Paležnica Gornja (szerbül: Палежница Горња), település Bosznia-Hercegovinában, a Szerb Köztársaság északi régiójában Doboj községben. 

## Fekvése
A település Bosznia-Hercegovina északi részén, Dobojtól légvonalban 16, közúton 28 km-re északkeletre, a Lukavica-folyó jobb oldali mellékvize, a Paleška forráspatakjai, a Velika rijeka, a Srednja rijeka és a Markova rijeka völgyében, a Trebava-hegység közép-nyugati részén, 322-529 méteres magasságban található.

## Népessége
| Nemzetiségi csoport | Népesség 1991 | Népesség 2013 |
| ------------------- | ------------- | ------------- |
| Szerb               | 341           | 358           |
| Bosnyák             | 0             | 3             |
| Horvát              | 0             | 1             |
| Jugoszláv           | 0             | 0             |
| Egyéb               | 1             | 0             |
| Összesen            | 342           | 362           |

## Története
Paležnicát a története során többször is felégették, először 1711-ben, majd 1740-ben, és 1858-ban a Trebavai-felkelés leverése után.
A település 1878-ig tartozott az Oszmán Birodalomhoz, ekkor a berlini kongresszus határozata alapján az Osztrák-Magyar Monarchia része lett. 1879-ben az első osztrák-magyar népszámlálás során a Gračanicai járáshoz tartozó Paležnica településnek 60 háztartása és 408 ortodox lakosa volt.
1910-ben a Gračanicai járáshoz tartozó Paležnica településen 101 háztartást és 687 ortodox lakost találtak. A monarchia szétesésével 1918-ban előbb a Szerb-Horvát-Szlovén Királyság, majd 1929-től a Jugoszláv Királyság része lett. 1921-ben a Gračanicai járáshoz tartozó Paležnica községnek 721 lakosa volt, mind ortodox szerbek. Az 1929-es törvény értelmében, amikor Bosznia-Hercegovinát négy banovinára, Drinskára, Vrbaskára, Zetskára és Primorskára osztották, a település a Vrbaska banovina része lett, amelynek székhelye Banja Luka volt.
A második világháborúban Jugoszlávia megszállása után a Független Horvát Állam (NDH) része lett. A második világháború után 1992-ig a település a szocialista Jugoszlávia keretében a Bosznia-Hercegovinai Népköztársaság, valamint Gračanica község része volt. A boszniai háborút lezáró daytoni békeszerződés rendelkezése alapján az ország területét felosztották a Bosznia-hercegovinai Föderáció és a boszniai Szerb Köztársaság között. A békeszerződés utáni területmegosztási megállapodás értelmében a Boszniai Szerb Köztársasághoz és Doboj községhez került.

## Oktatás
A „Petar Kočić” Általános Iskolát 1951-ben építették a lakosok önkéntes összefogásával.

## Nevezetességei
- Szent Sziszoész tiszteletére szentelt ortodox temploma a helyi temetőben áll.

- Szent Illés próféta tiszteletére szentelt ortodox temploma Donja Paležnicán áll. A templom építése 1935-ben fejeződött be.[4]